# Новоселище (Львовская область)
Новоселище (укр. Новоселище) — село в Золочевской городской общине Золочевского района Львовской области Украины.

## История
В 1958 году в Новоселище был переведён Львовский сельхозтехникум, получивший наименование Золочевский сельскохозяйственный техникум. В 1997 году Золочевский сельскохозяйственный техникум стал филиалом Львовского аграрного университета.
По переписи 2001 года население составляло 853 человека.